# Estâncias de Dzyan
As Estâncias de Dzyan, ou Livro de Dzyan, seriam pergaminhos antigos de origem tibetana. As estâncias (ou estrofes) formaram a base para A Doutrina Secreta (1888) de Helena Petrovna Blavatsky, uma das obras fundamentais do movimento teosófico.

## Alegações de Blavastky
Madame Blavatsky afirmou ter visto um manuscrito do Livro de Dzyan enquanto estudava o conhecimento esotérico no Tibete. Ela alegou que este e outros manuscritos antigos foram salvaguardados de olhos profanos pelos iniciados de uma Fraternidade Oculta, sendo originalmente escrito na língua sagrada de Senzar.[carece de fontes?] Ela escreveu
Esta primeira parcela das doutrinas esotéricas está baseada em Estâncias que são os registros documentais de um povo desconhecido pela Etnologia. Alega-se que estas doutrinas estão escritas em um idioma ausente da lista de línguas e dialetos conhecidos pela filologia; afirma-se que elas emanam de uma fonte (o Ocultismo) que é repudiada pela ciência; e, finalmente, elas são oferecidas através de um instrumento incessantemente atacado perante o mundo por todos os que detestam verdades desconfortáveis, ou que pretendem defender algum passatempo predileto seu. Portanto, deve-se esperar e aceitar antecipadamente a rejeição destes ensinamentos. Ninguém que descreva a si mesmo como um “erudito acadêmico” em qualquer departamento das ciências exatas terá permissão para levar a sério estes ensinamentos.
Max Müller e outros foram céticos, supostamente disse que, nessa questão, ou ela era uma falsificadora notável ou ela deu o presente mais valioso para a pesquisa arqueológica no Oriente.

## Relação com os tantras budistas
Em outras referências, Blavatsky afirmou que o Livro de Dzyan pertencia a um grupo de escritos esotéricos tibetanos conhecidos como os Livros de Kiu-Te. Blavatsky havia feito a afirmação antes da transcrição padrão do tibetano para o alfabeto latino ter sido acordada; David Reigle levou algum tempo para estabelecer que ela estava se referindo ao que os estudiosos modernos escrevem como rGyud-sde, partes de uma volumosa coleção de escritos budista comumente chamada de Tantras. Outros pesquisadores sugeriram que a fonte estaria no taoísmo chinês ou na cabala judaica.